# Persephassa

Persephassa pour sextuor de percussions entourant le public est une œuvre de Iannis Xenakis, composée en 1969.

## Histoire
Persephassa est une commande du Ministère des affaires culturelles et du Festival de Persépolis. Cette œuvre était destinée à être jouée à la première édition du Festival des arts de Chiraz-Persépolis, dans les ruines de Persépolis. Son titre est une variante du nom de la déesse grecque Perséphone.
Intéressé par la spatialisation, Iannis Xenakis place les six percussionnistes en hexagone autour du public. « chacun des percussionnistes prend en charge, sur de courts instants, la totalité des six parties, ce qui procure l’évidence de la localisation exacte du son. »
Persephassa, d'une durée de 24 minutes, est créée au Festival des arts de Chiraz-Persépolis, le 9 septembre 1969, par les Percussions de Strasbourg.

## Discographie
- Les Percussions de Strasbourg, 1971, Philips
- Demoe Percussion Ensemble, 1989, ADES
- Carnegie Mellon Philharmonic Orchestra dirigé par Juan Pablo Izquierdo, 1997, Mode 58
- Xenakis Percussion Works, Xenakis Edition vol. 7, Red Blue Fish, percussion, dirigé par Steven Schick, 2007, Mode